# Vačice zapotécká
Vačice zapotécká (Tlacuatzin canescens) je druh vačice, která se endemitně vyskytuje v mexických státech Oaxaca a Chiapas, kde žije v okolí Tehuantepecké šíje a v údolí poblíž města Oaxaca de Juárez. Během 20. a na začátku 21. století byla považována za druh obývající rozsáhlejší areál výskytu od západního Mexika až po Yucatánský poloostrov s izolovanou populací na ostrovech Islas Marías, ale studie z roku 2018 tyto populace rozdělila na samostatné druhy. Nové pojetí nicméně stále některé instituce, jako Mezinárodní svaz ochrany přírody, nehodnotí (stav k prosinci 2021).
Vačice zapotécká patří mezi nejmenší druhy vačic na území Mexika, měří i s ocasem okolo 30 cm. Srst je šedá na končetinách, světle šedá na hřbetě, světlá na spodní části těla a světle hnědá na ocase. Toto zbarvení pravděpodobně slouží jako maskování. Vačice zapotécká obývá především různé typy lesů, ale i jiná stanoviště. Je to samotářský druh aktivní v noci. Pohybuje se po zemi i ve stromoví, kde loví různý hmyz i menší obratlovce, konzumuje také ovoce, a řadí se tak mezi rozptylovače semen. Rozmnožování může probíhat po celý rok. Samice nemají vak, což je u vačnatců výjimka. Místo něj se na břiše vyvinula vrstva srsti, v níž mláďata po narození dokončují svůj vývoj.

## Systematika
Nejstarší pozůstatky rodu Tlacuatzin byly nalezeny v yucatánské jeskyni Loltún a pocházely z pozdního pleistocénu. K dalším nálezům fosilií došlo i v jiných mexických jeskyních, například Actun Lara, Actun Has nebo Actun Coyo. Druh poprvé popsal americký zoolog Joel Asaph Allen v roce 1893 pod jménem Didelphis canescens, přičemž typový jedinec byl samec odchycený roku 1890 doktorem A. C. Bullerem. Allen ještě v roce 1893 změnil systematiku této vačice, když ji přeřadil do rodu Marmosa, a v tomto rodu pak byla vedena během 20. století. Další změnu systematiky přinesl až rok 2003, kdy dva výzkumníci Robert S. Voss a Sharon A. Jansa (Jansová) objevili, že se vačice zapotécká liší od vačic rodu Marmosa v některých anatomických znacích i v počtu chromozomů a vytvořili pro ni nový rod Tlacuatzin.
Co se týče možných poddruhů, bylo během konce 19. století a začátku 20. století popsáno několik druhů mexických vačic, přičemž všichni vědci argumentovali mírně odlišnými rozměry a barvou srsti: Marmosa sinaloae (popsal Allen v roce 1898), Marmosa oaxacae, Marmosa insularis (oba druhy popsal vědec Clinton Hart Merriam v letech 1897 a 1898) a Marmosa gaumeri (popsal Wilfred Hudson Osgood roku 1913). Studie z roku 1933 nicméně neodhalila uváděné změny a tyto druhy zařadila jako poddruhy vačice zapotécké: M. c. canescens (synonymum M. gaumeri), M. c. insularis, M. c. oaxacae a M. c. sinaloae. Další výzkumy systematiky v rámci druhu nastaly opět po roce 2003, po výzkumech Vosse s Jansovou, kteří u vačice zapotécké žádné poddruhy nerozpoznali, ale poukázali na nutnost revize taxonomie. Vydání sborníku Mammal Species of the World z roku 2005 uvádí dva poddruhy: T. c. gaumeri (yucatánská populace) a T. c. canescens (zbytek areálu výskytu). Pozdější studie z roku 2014 (Ramírez-Pulido & kol.) k těmto dvěma poddruhům přidala na základě morfologických znaků a geografické izolace ještě poddruh T. c. insularis, jenž zahrnoval populaci vačic z ostrovů Islas Marías u pobřeží Mexika. V roce 2018 byla provedena molekulární analýza DNA, která přehodnotila dlouho platnou systematiku. Ukázala, že druh Tlacuatzin canescens je ve skutečnosti monofyletická skupina několika druhů, které rozdělila do pěti kladů, jež se rozrůznily během pleistocénu. Navrhla osamostatnit druhy T. gaumeri, T. insularis a T. sinaloae a uznat nový druh pojmenovaný Tlacuatzin balsasensis. Některé instituce, jako Mezinárodní svaz ochrany přírody, se nicméně ještě v lednu 2019 držely staré systematiky.
Rod Tlacuatzin je možná sesterským taxonem k rodu Marmosa, avšak průkazná fylogenetická analýza provedena nebyla. Genetickou výbavu vačice zapotécké tvoří diploidní karyotyp 2n = 22 chromozomů.
Rodové jméno Tlacuatzin pochází z označení pro vačici v jazyce nahuatl. Druhové jméno canescens pochází z latiny a odkazuje na šedou barvu.

## Výskyt
Vačice zapotécká je druh neotropické oblasti. Podle vymezení v užším smyslu se vyskytuje v mexických státech Oaxaca a Chiapas, kde obývá Tehuantepeckou šíji a žije též v údolí v blízkosti města Oaxaca de Juárez. Podle starší systematiky jednoho druhu se vačice zapotécká vyskytovala na souostroví Islas Marías při západním pobřeží Mexika a od západního Mexika přes pobřeží až k Yucatánskému poloostrovu, přičemž obývala celkem sedmnáct mexických států. Neprokázané informace o výskytu vačice zapotécké pocházejí z Guatemaly.
Je možné, že se rod Tlacuatzin vyvinul v Jižní Americe před asi 17 miliony lety a Střední Ameriku osídlil přes Panamskou šíji. Výrazný členitý reliéf Mexika a změny klimatu pak mohly vést k vytvoření několika fragmentovaných populací. Pro původ v Jižní Americe nicméně neexistují fosilní ani jiné důkazy.
Vhodný biotop pro vačice zapotécké představují tropické střídavě vlhké lesy s jasně odlišeným obdobím sucha a obdobím dešťů (které nastává mezi červencem a říjnem). Mohou se nicméně vyskytovat i v sekundárních lesních porostech, v travnatých a křovinatých oblastech, na polích nebo na plantážích banánovníků, papáji a mangovníků. Nadmořská výška se pohybuje nejčastěji pod 1 000 metrů, ale vačice zapotécká může žít až do výšky 2 100 m n. m.

## Popis

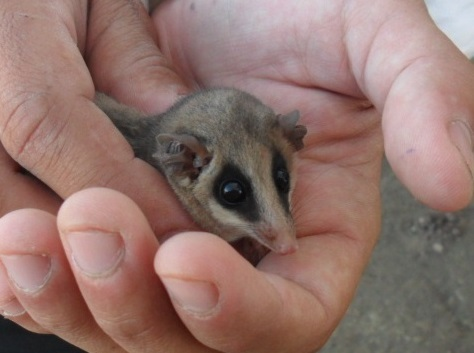
Vačice z Islas Marías

Vačice zapotécká patří mezi nejmenší druhy vačic, které se vyskytují na území Mexika. Celková délka těla i s ocasem činí 26(20,5) až 31(35) cm, z toho chápavý ocas zabírá asi polovinu celkové délky a může měřit i přes 16 cm. Kořen ocasu (asi 1 až 1,5 cm) je pokryt srstí a zbytek je olysalý. Délka zadní končetiny činí 1,6 až 2,2 cm, čtvrtý prst zadní končetiny je delší než ostatní prsty. Ucho může měřit až 3 cm, čenich přibližně 1,3 až 1,6 cm. Hmotnost dosahuje 20 až 60 g. Lebka je široká a krátká, s vyvinutými jařmovými oblouky (spojení lícní kosti se spánkovou kostí a horní čelistí). Patro je široké. Největší délka lebky (vzdálenost od mezičelisti až po nejzadnější část lebky) činí zaokrouhleně 3 až 3,7 cm, kondylobazální délka (mezičelist až týlní výběžky) zaokrouhleně 2,9 až 3,5 cm. Celkový zubní vzorec je: I 5/4, C 1/1, P 3/3 M 4/4 = 50 zubů. První třenový zub je menší než třetí třenový zub a ten je menší než druhý třenový zub.
Vačice zapotécká se vzhledem podobá myši. Uši jsou tenké a široké, postrádají srst. Oči jsou výrazné a černé, okolo nich se vyvinuly černé prstence. Na rozdíl od jiných druhů vačnatců samice vačic zapotéckých postrádají vak, na břiše je místo toho nahrazen vrstvou srsti, která vak připomíná. Srst je šedá na končetinách, šedá nebo šedohnědá na hřbetě a spodní část těla má krémově žluté zbarvení. U dospělých samic se okolo bradavek rozvíjí žlutooranžové znaky. Na ocasu přechází zbarvení do světle hnědé. Tlapy jsou šedivé a nepokrývá je srst. Samci i samice jsou si podobní. Samci mají varlata, která mohou měřit přes 1 cm, umístěna na přední straně penisu.

## Ekologie a chování

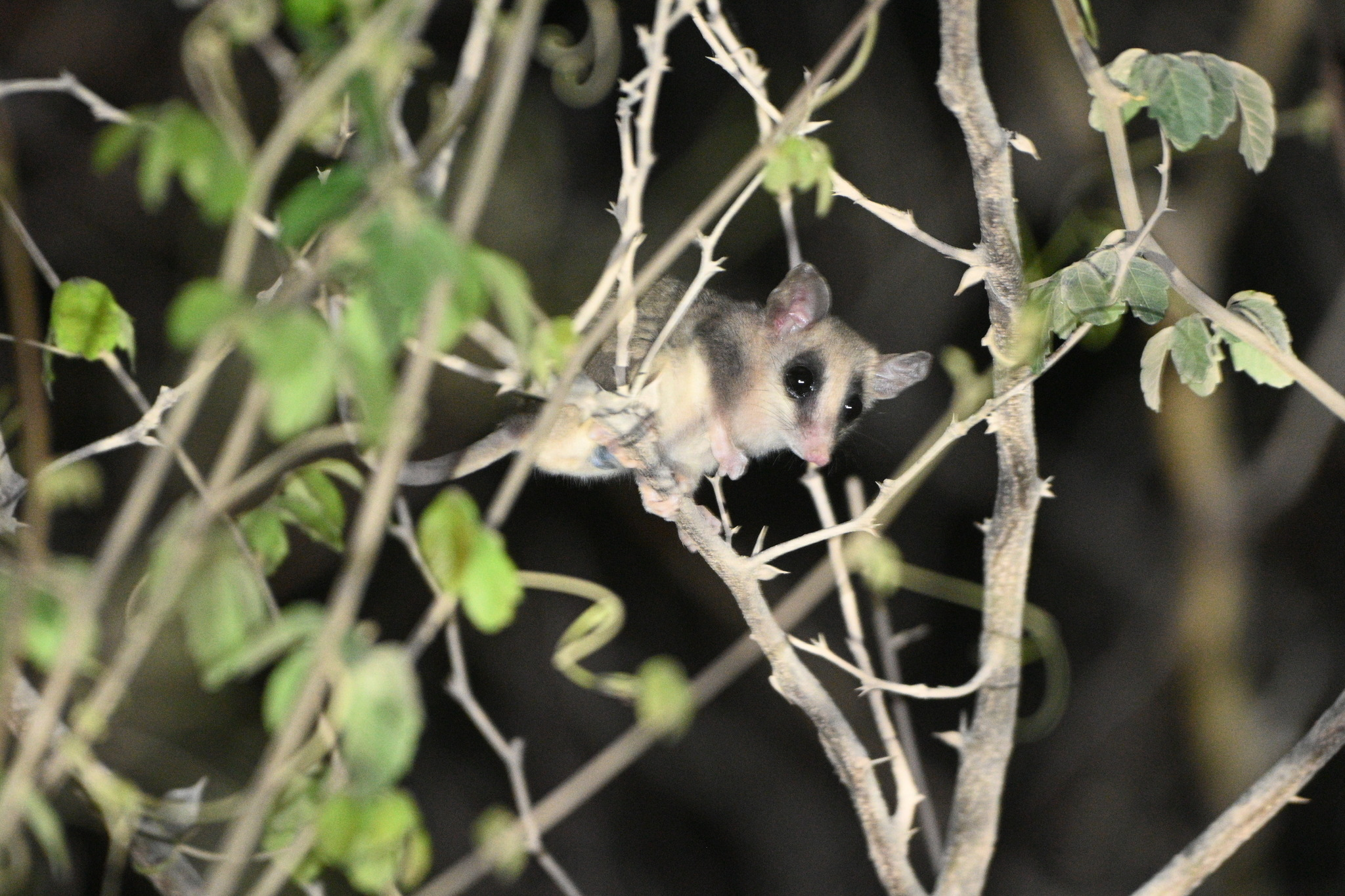
Vačice zapotécká v přirozeném prostředí (Mexiko)

Vačice zapotécké jsou aktivní během noci. Žijí ve hnízdech, která si vytvářejí z peří, suchých trav, lišejníků a jiných rostlinných materiálů. Tato hnízda bývají stavěna ve stromových dutinách či mezi padlými stromy, využity mohou být rovněž prostory pod balvany nebo opuštěná hnízda ptáků. Vačice zapotécké si mohou hnízda stavět ve výšce až 5 m, či si je naopak vytvořit i na zemi.
Vačice zapotécká žije samotářsky, avšak velikost teritoria není známa. Na základě studií v mexickém státě Jalisco nicméně vyšlo najevo, že jednotlivá zvířata se vyskytovala v hustotě populace od 0,4 do 4,5 vačice na hektar. Jednotlivé vačice od sebe byly vzdáleny průměrně 35,2 metru. Areál výskytu vačice zapotécké se protíná s areálem výskytu jiných druhů drobných savců, jako jsou například hlodavci pytlouš pestrý (Liomys pictus), křeček skalní (Neotoma mexicana) nebo křeček Reithrodontomys megalotis, se kterými vačice sdílí životní prostředí. Na rozdíl od některých jiných druhů převážně stromových vačic je vačice zapotécká semiarboreální, tráví tedy velké množství času nejen na stromech, ale také na zemi.

### Potrava
Vačice zapotécká je všežravá, největší část potravy vačic nicméně zahrnuje hmyz. Preferovanou potravu představují brouci, především zástupci čeledí tesaříkovití a vrubounovití, a také kudlanky. Mimoto konzumují ptačí vejce nebo holátka ptáků, potravu představují i menší druhy obratlovců, například někteří netopýři, ještěrky, drobné druhy hlodavců. Z rostlinné potravy konzumují vačice zapotécké ovoce (banány, fíky), v ekosystému plní úlohu rozptylovačů semen.

### Nepřátelé, paraziti
Mezi přirozené nepřátele vačice zapotécké patří sovy (sova pálená), lišky, nosálové, hadi nebo pumy. Před predátory může tento druh chránit maskovací zbarvení, avšak ohledně toho je známo jenom málo informací. Mezi zaznamenané parazity vačic zapotéckých patří druh sametky Eutrombicula batatas, studie z roku 2012, zkoumající vnější i vnitřní parazity vačic zapotéckých a vačic středoamerických z mexických států Oaxaca a Veracruz, objevila také klíšťata druhu Ixodes sinaloa, blechy Plusaetis mathesoni a Polygenis martinezbaezi, tasemnice z rodu Hymenolepis a hlístici Hoineffia simplicispicula.

### Rozmnožování
Vačice zapotécká je polygamní druh. Rozmnožování může probíhat během celého roku, avšak objevuje se určitá sezónnost, páření se nejčastěji odehrává na začátku léta. Samice s mláďaty lze obvykle pozorovat od července do září. Samci se snaží přilákat opačné pohlaví pomocí zvuků připomínajících klikání. Jednotlivé fáze rozmnožování rodu Tlacuatzin byly pozorovány u vačic z Jalisca v roce 1998. Nejprve se samec přiblížil k samici a dotkl se jejího čenichu, možná jí tak předal potravu. Poté oba partneři začali několik minut vzájemně vydávat zvuky, které připomínaly sání. Samotné páření probíhalo na větvi ve výšce asi 1,8 metru. Samec se samicí se pomocí svých chápavých ocasů chytili větve a spustili se hlavou dolů. Poté samec uchopil samici zezadu, zafixoval ji kousnutím do krku a několikrát se s ní spářil. Po kopulaci samice partnera odehnala.
Doba březosti není známa. U blízce příbuzné vačice Robinsonovy trvá asi dva týdny. Vrh vačice zapotécké čítá asi 8 až 14 mláďat, která se dále vyvíjejí ve vrstvě srsti na matčině břiše, jež nahrazuje vak. Samice mláďata kojí možná 60 až 70 dní (opět jenom porovnání s vačicí Robinsonovou). Jakmile vačice dosáhnou hmotnosti 20 gramů, osamostatňují se. Pohlavní dospělosti je dosaženo asi za půl roku, délka dožití není známa, ve volné přírodě nicméně asi nepřekračuje jeden rok.

## Ohrožení
Vačice zapotécká se nezdá býti ohrožena, přestože jisté nebezpečí představuje odlesňování. Mezinárodní svaz ochrany přírody zatím (prosinec 2021) nevychází ze systematiky určené studií z roku 2018 a všechny populace rodu Tlacuatzin hodnotí jako málo dotčené.